# Gamla kyrkoparken

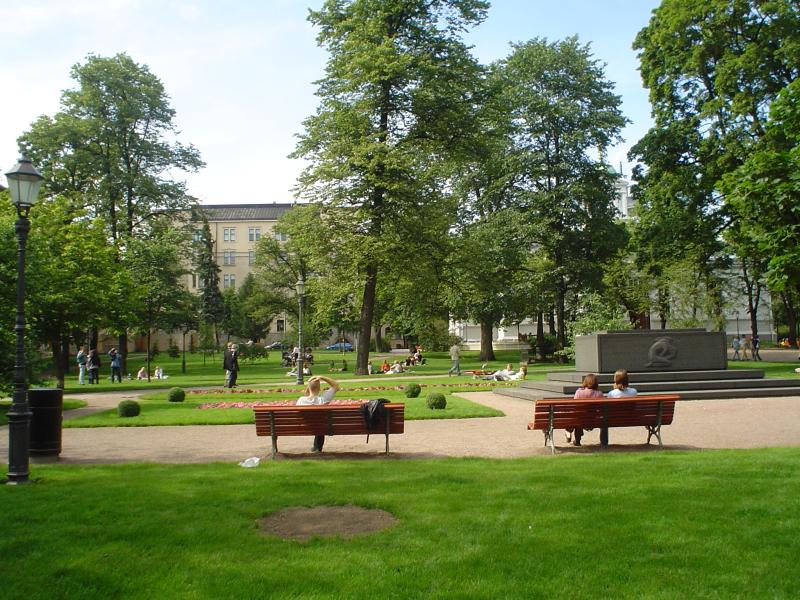
Gamla kyrkoparken

Gamla kyrkoparken (finska: Vanha kirkkopuisto), även känd som Pestparken eller Gamla kyrkans skvär, är en park i stadsdelen Kampen i Helsingfors stad. Gamla kyrkan ligger i den norra delen av parken, som tidigare använts som begravningsplats, bland annat för offer i pesten på 1710-talet.
Parken hette under en period Gamla kyrkans skvär, men det återställdes efter att man blivit språkligt medveten om att -skvär, som kommer från ryskan, ses som en finlandism som saknar motsvarighet i sverigesvenskan. Namnet lever dock kvar.
De lite nyare inofficiella namnen Pestparken och Ruttis från finskans Ruttopuisto syftar på parkens norra del som tidigare har använts som begravningsplats, bl.a. för de som dog i pesten i början av 1700-talet. I pestepidemin i Finland 1710–1711 dog en tredjedel av befolkningen i Åbo och två tredjedelar av befolkningen i Helsingfors. En minnesplakett i Gamla kyrkoparken i Helsingfors berättar om den plats där offren för pesten begravdes. Namnet pestparken fick den av ungdomarna på 1960-talet och namnet används fortfarande.